# Michal Polák (hudebník)
Michal Polák (10. března 1944 – 15. březen 2021 Brno) byl český zpěvák a kytarista.
V první polovině 60. let působil v brněnských skupinách Medic club a Shakers. V dubnu 1966 se stal členem Synkop 61, kde byl hlavním zpěvákem a frontmanem až do roku 1979, kdy ze skupiny odešel. V roce 1992 hrál se Synkopami na koncertech série Comeback, v obnovené skupině působil od roku 1995 až do své smrti v roce 2021. Na přelomu 70. a 80. let 20. století byl s Jiřím Vondrákem a Antonínem Bodlákem členem hudební formace Vondrák–Bodlák–Polák, jejíž první album Barvy, obsahující nahrávky z počátku 80. let, vyšlo v roce 2015.
Zemřel ve věku 77 let dne 15. března 2021 na komplikace spojené s covidem-19 a dalšími vážnými zdravotními potížemi.